# Кищиха
Кищиха (укр. Кищиха) — река в Уманском районе Черкасской области Украины, правый приток Горного Тикича.

## Описание
Длина реки 26 км, наклон реки — 3,5 м/км. Площадь бассейна 314 км².
Притоки: Маньковка, Быки (правые), Поповка (левая).

## Расположение
Кищиха начинается в селе Кищенцы. Течёт преимущественно на юго-восток в пределах Харьковки, Малой Маньковки, Тимошовки и Иванек. В пределах Юрполя впадает в реку Горный Тикич, левый приток Тикича.

## Галерея

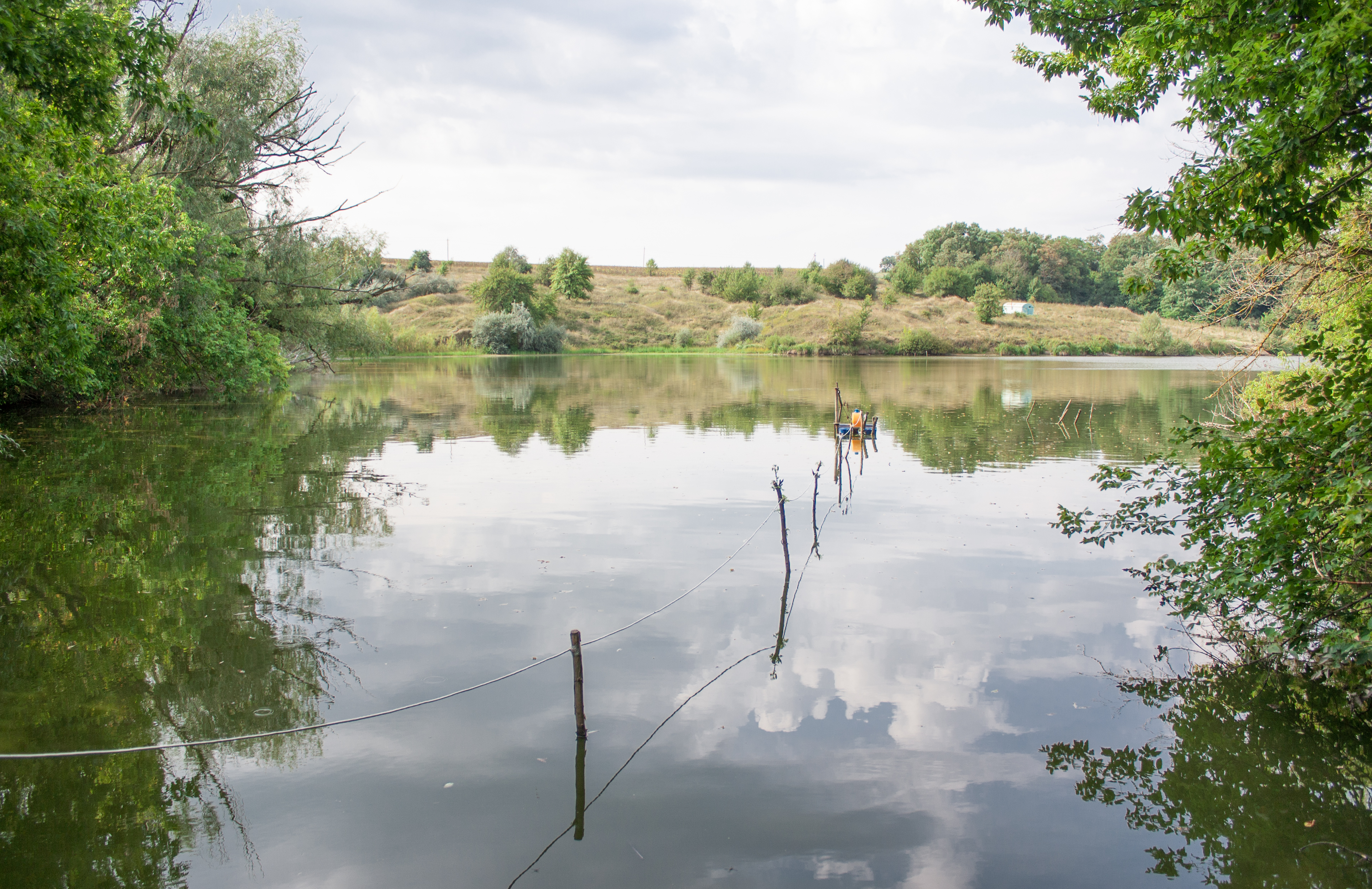
Пруд на реке в селе Малая Маньковка
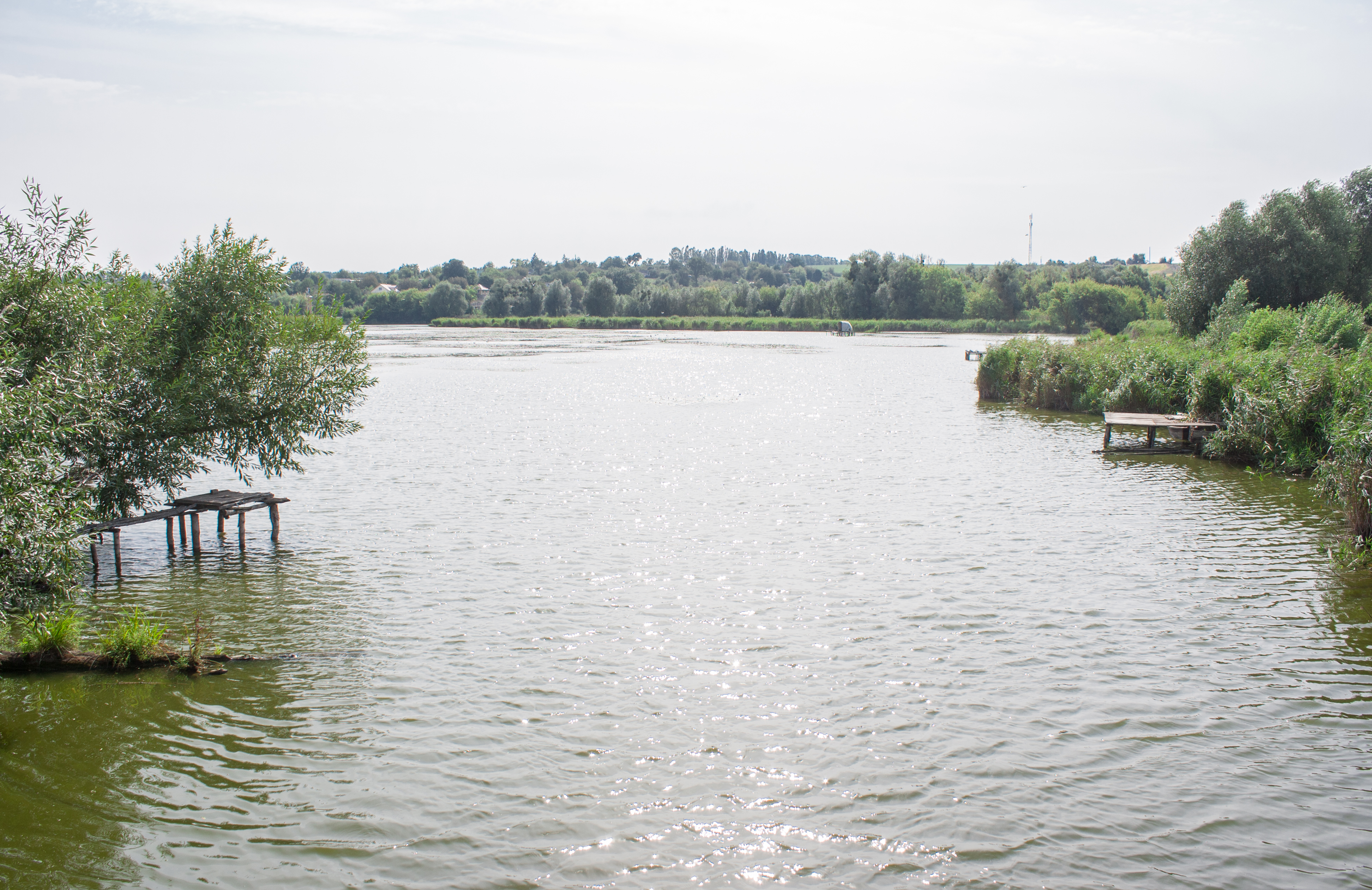
Река в селе Иваньки
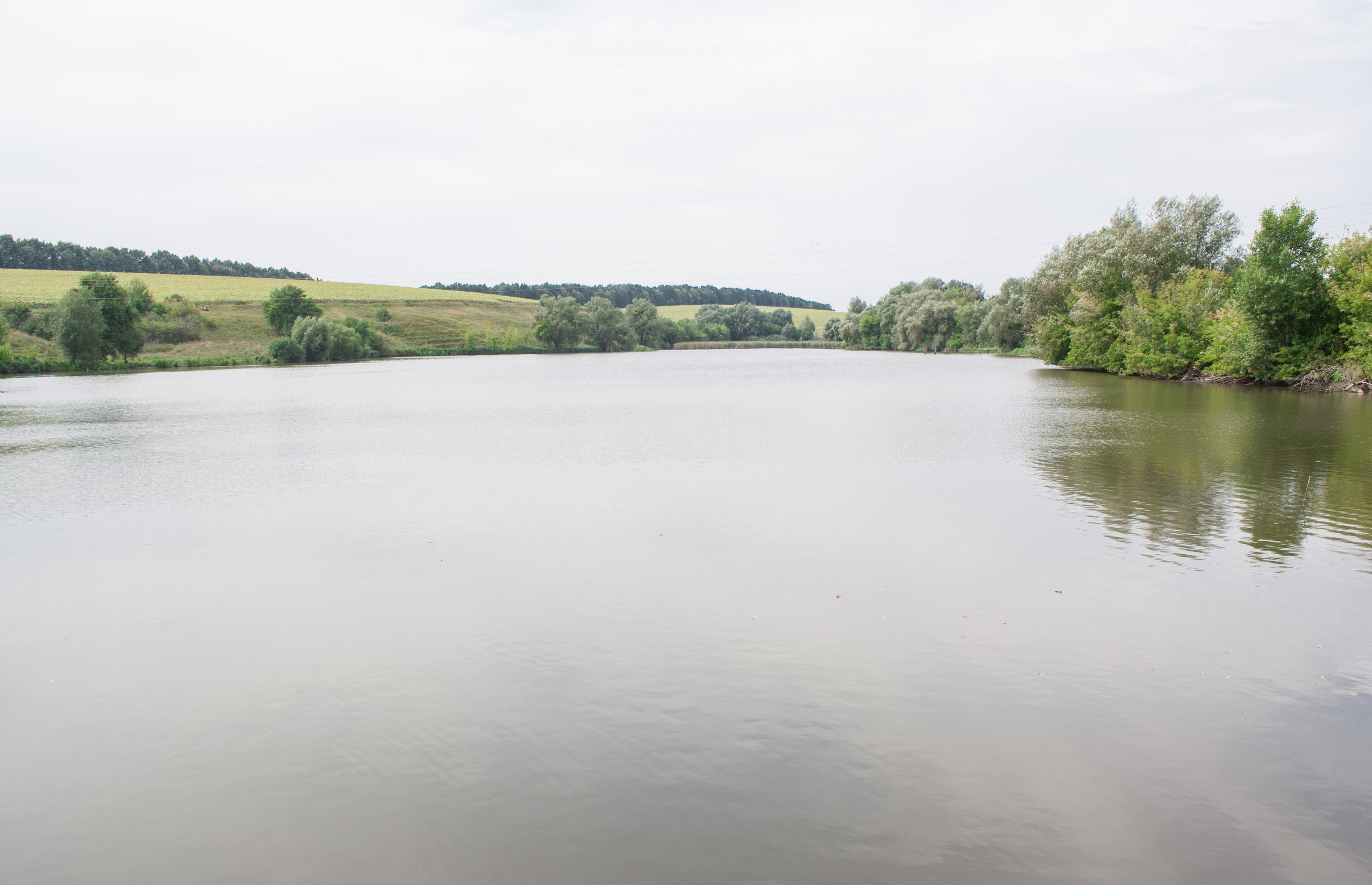
Пруд на реке в селе Юрполь